# Атанасов, Николай (поэт)
Николай Атанасов (болг. Николай Атанасов; 8 января 1978, Плевен — 22 июня 2019, Форт-Лодердейл) — болгарский поэт.

## Биография
Родился в семье с турецкими корнями, вырос в городке Мартен, окончил школу в Русе, учился на филологическом факультете Софийского университета. Участвовал в работе первой болгарской ЛГБТ-организации «Джемини». Выиграл Национальный молодёжный поэтический конкурс имени Веселина Ханчева (1997) и Национальный конкурс литературных дебютов «Южная весна» (2000). В 2000 году уехал в США, чтобы изучать английскую литературу в Брауард-колледже, и после этого не возвращался в Болгарию никогда. В том же году был приглашённым редактором специального выпуска еженедельника «Литературен вестник», посвящённого ЛГБТ-литературе.

## Творчество
Выпустил три книги стихов — «Яблоко» (болг. Ябълка; 1999), «Органические формы» (болг. Органични форми; 2007) и «Манифестация» (болг. Манифестация; 2011), в 2017 году вышла книга избранных стихотворений «Евангелие от евнуха» (болг. Евангелие от евнух).
Атанасов считается первым выразителем гомосексуальной идентичности в болгарской литературе. Темы его поэзии, как отмечает поэт и литературовед Надежда Радулова, — «мрачные садомазохистские безлюбовные декорации патриархального „семейного романа“, гомофобия во всех её явных и скрытых формах, разрушение социальных табу на психические заболевания, патриархальный китч и агрессия в политике». Атанасов признавался, что главное влияние на него оказал Георги Господинов, который, в свою очередь, охарактеризовал Атанасова как «радикально талантливого» автора, невозможного в болгарском контексте из-за «замолчанных травм болгарской семьи и общества».